# Andreas van Luchtenburg
Andreas van Luchtenburg (Tholen, 1643(?) - Rotterdam, mei 1709) was een zeventiende-eeuwse wiskundige, astronoom, almanakberekenaar, leraar Italiaans en boekhouden, cartograaf, stadtmeester van Tholen, onderwijzer in de Hemel-, Aard- en Zeemeetkonst te Rotterdam en Amsterdam en mathematicus te Willemstad.

## Betekenis
Andreas van Luchtenburg was het niet eens met de juliaanse en gregoriaanse kalender qua berekening. Zodoende ontwikkelde hij de "Luchtenburgse kalender". Tevens meende hij als eerste Nederlandse wetenschapper een zonsverduistering van tevoren exact te hebben voorspeld; deze zou plaatsvinden op 6 december 1695. De zonsverduistering vond inderdaad plaats,
alleen was deze boven Nederland niet totaal en het was bovendien die dag bewolkt, zodat niemand de zonsverduistering heeft gezien.

### Over Luchtenburg
- Stiffry, Jan en A. Globulus Waarachtigh verhaal, van al 't geen gepasseert is zedert 3 Jan. tot 2 Febr. 1695 tusschen Lieuwe Willemsz Graaf, en Andreas van Luchtenburg ter eener en haar verkoorene examinateuren ter andere zĳde, Amsterdam, 1695